# Remastering
Remastering verwijst naar het verbeteren van de kwaliteit van het geluid of van het beeld, of beide, van eerder gemaakte opnamen, hetzij audiofonisch, filmisch of videografisch.
De term verwijst naar een master, een bronversie van een opname van waaruit kopieën worden gemaakt. Met remastering wordt een nieuwe bronversie samengesteld voor verdere distributie.

## Muziek
Als materiaal opnieuw gemasterd wordt, is er sprake van remastering. Het resultaat hiervan wordt een remaster genoemd. Voorbeelden hiervan zijn muziek op een grammofoonplaat die wordt overgezet naar cd, of het opnieuw afwerken van een geluidsmix van een eerder uitgebrachte cd of muziekopname. Hierbij worden de originele opnames opnieuw gemixt en ongewenste eigenschappen zoals ruis verwijderd. Ook worden de volumeniveaus luider en gelijk gemaakt, iets wat vaak wordt bekritiseerd en bekend staat als de loudness war.
In de begindagen van de compact disc bleek de digitale technologie nog in de kinderschoenen te staan. Dit resulteerde vaak in matige digitale conversies vanuit een analoge bron.
Redenen waarom een remaster van een album of opname wordt uitgebracht, zijn:
- bewerken van kleine fouten in de opname
- verwijderen van ruis
- stereobeeld verbreden
- volumeaanpassing (verhogen luidheid)
- verkleinen dynamisch bereik
- piekniveau verhogen
- gelijkmatige frequentieverdeling
- nieuwe muziekstandaarden zoals surround sound

## Film en televisie
Onder het remasteren valt ook het verbeteren van videobeelden uit oudere publicaties. Hierbij valt te denken aan filmbanden of dvd's die opnieuw (digitaal) worden bewerkt, met kleurcorrectie en aanpassing van beeldverhouding, naar nieuwe standaarden zoals blu-ray of 4K. Sommige films worden hierom ook bekritiseerd vanwege het teveel aan kleur of aanpassen van details.
Ook in de begindagen van de dvd werden er nog matige conversies gemaakt van films. Dit resulteerde in slechte beeldkwaliteit en synchronisatie, lage bitrates en doffe audio.

## Computerspellen
Soms worden populaire computerspellen ook geremasterd, waarbij de grafische details en muziek wordt verbeterd naar moderne standaarden en uitgebracht op nieuwe spelcomputers. Dit is een lastiger proces vanwege een aantal factoren, zoals een lagere beeldresolutie, beperkte 3D-rendering en minder texture-geheugen. Vanwege deze beperkingen worden geremasterde spellen vaak opnieuw ontworpen en getekend, en kunnen hierdoor afwijken van het origineel.
Uitgevers en ontwikkelaars van computerspellen kunnen hiervoor kiezen vanwege een lager risico of de populariteit van een nieuwe spelcomputer. Een voorbeeld hiervan is de Nintendo Switch die vele remasters kreeg van oudere Wii U-spellen.
Kritiek die op remasters wordt gegeven, is een manier om snel geld te verdienen. Ondanks deze kritiek kan een remaster van een ouder spel weer onder de aandacht van een jonger publiek worden gebracht. Een voorbeeld hiervan is het spel Crash Bandicoot, dat in 1996 een grote impact had op de gamecultuur en in 2017 een remaster kreeg. Het uitbrengen van geremasterde spellen kan leiden tot overvloed op de markt en het origineel doen vergeten of minder relevant maken. Ook kunnen nieuwe speltitels overschaduwd worden door remasters.